# Yeah Right (canção de Joji)
"Yeah Right" é uma canção do japonês Joji do seu álbum de estúdio de estreia, Ballads 1. A canção foi somente escrita e produzida por Joji, e foi lançada a 8 de maio de 2018, como o single principal do álbum.

## Tabelas
| Tabela (2018–2021)                      | Posição pico |
| --------------------------------------- | ------------ |
| Lituânia (AGATA)                        | 89           |
| Hot Singles Nova Zelândia (RMNZ)        | 38           |
| EUA Canções Hot R&B/Hip-Hop (Billboard) | 21           |

## Certificações
| Região                                                    | Certificação | Unidades/Vendas Certificadas |
| --------------------------------------------------------- | ------------ | ---------------------------- |
| Polónia (ZPAV)                                            | Ouro         | 25,000‡                      |
| Portugal (AFP)                                            | Ouro         | 5,000‡                       |
| Reino Unido (BPI )                                        | Ouro         | 400,000‡                     |
| Estados Unidos ()RIAA                                     | 2x Platina   | 2,000,000‡                   |
| ‡ Números de vendas+streaming baseados só na certificação |              |                              |